# L'Héritière (film, 1949)
Pour les articles homonymes, voir L'Héritière.
Pour plus de détails, voir Fiche technique et Distribution.
L'Héritière (The Heiress) est un film américain de William Wyler sorti en 1949.
Il est adapté de la pièce éponyme de Ruth et Augustus Goetz créée en 1947 à Broadway, d'après le roman Washington Square de Henry James.
Bien reçu par la critique, il a obtenu quatre Oscars sur 8 nominations, permettant à Olivia de Havilland de remporter l'Oscar de la meilleure actrice pour la deuxième fois ainsi que le Golden Globe de la meilleure actrice dans un film dramatique. Il figure également sur la liste des films « culturellement signifiants » établie par la Bibliothèque du Congrès et sélectionnés pour préservation au National Film Registry.

## Synopsis

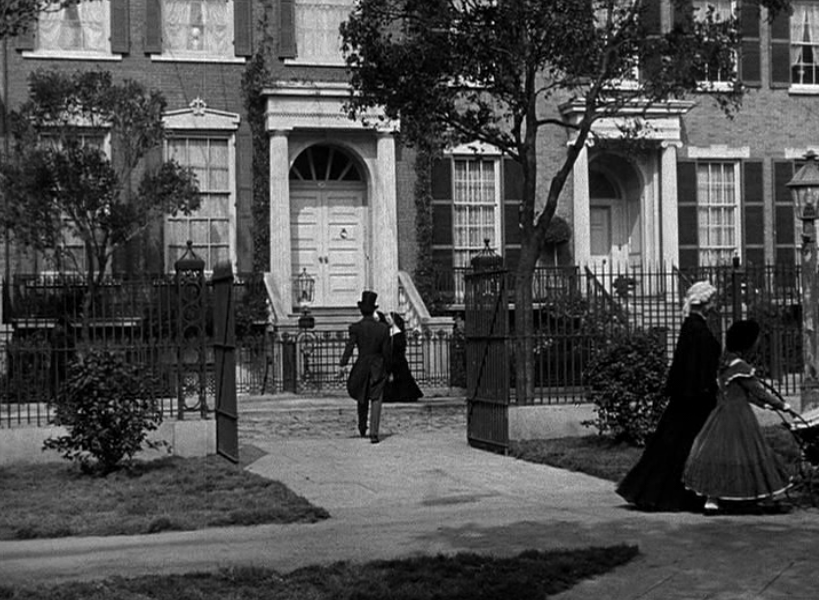
Washington Square.

Au milieu du XIXe siècle, Catherine Sloper vit dans une riche demeure de Washington Square, le « beau quartier » de New York, en compagnie de son père, Austin Sloper, veuf, richissime et tyrannique. Celui-ci ne cesse d'humilier sa fille, la comparant sans cesse à sa brillante et séduisante épouse décédée.
La jeune fille, effacée, timide et sans grands attraits, fait la rencontre du séduisant Morris Townsend au cours d’un bal. Le jeune homme lui fait aussitôt une cour empressée. Devenant un habitué de la maison des Sloper, il demande la main de Catherine à son père. Mais celui-ci ne tarde pas à l’accuser d’être un coureur de dot et refuse de donner suite à sa demande. 
Catherine persévère cependant dans ses espoirs d'un mariage d'amour. Son père lui explique alors qu’étant donné son manque de charme et d'intelligence, seul l’argent peut intéresser Morris Townsend. La suite des événements, dramatiques pour Catherine, semble lui donner raison.

## Fiche technique
- Titre original : The Heiress
- Titre français : L'Héritière
- Réalisation : William Wyler

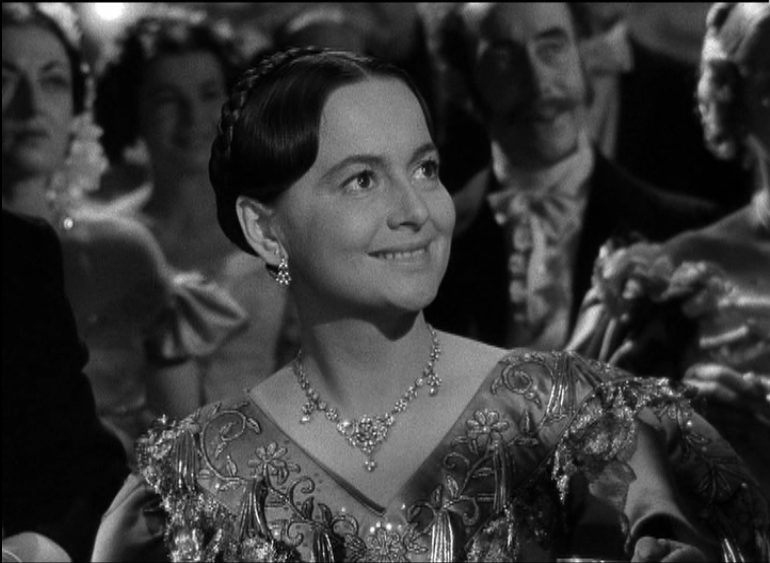
Catherine Sloper (Olivia de Havilland).

- Assistant réalisateur : Charles C. Coleman
- Scénario : Ruth Goetz (en), Augustus Goetz, d'après le roman Washington Square de Henry James et la pièce de Ruth Goetz et Augustus Goetz
- Musique : Aaron Copland
- Direction artistique : Harry Homer et John Meehan
- Décors : Emile Kuri
- Costumes : Edith Head et Gile Steele
- Photographie : Leo Tover
- Effets spéciaux : Gordon Jennings
- Montage : William Hornbeck
- Production : William Wyler ; Lester Koenig (de) et Robert Wyler (associés)
- Société de production et de distribution : Paramount Pictures
- Pays d'origine :  États-Unis
- Langue : Anglais
- Format : Noir et blanc - 35 mm - 1,37:1 - Son mono (Western Electric Recording)
- Genre : mélodrame
- Durée : 115 minutes
- Dates de sortie :
  - États-Unis : 6 octobre 1949
- France : 5 avril 1950
- Affiche : Roger Soubie (France)

## Distribution

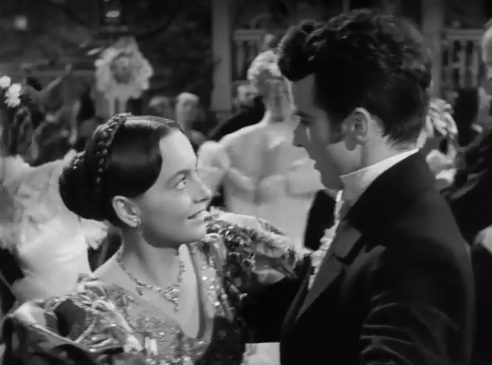
Catherine Sloper (Olivia de Havilland) et Morris Townsend (Montgomery Clift).

- Olivia de Havilland : Catherine Sloper
- Montgomery Clift : Morris Townsend
- Ralph Richardson : Dr Austin Sloper
- Miriam Hopkins : Lavinia Penniman
- Vanessa Brown : Maria
- Mona Freeman : Marian Almond
- Ray Collins : Jefferson Almond
- Selena Royle : Elizabeth Almond
- Harry Antrim : M. Abeel
- Russ Conway : Quintus
- Betty Linley : Mme Montgomery
- Paul Lees : Arthur Townsend
- David Thursby : Geier
- Louise Lorimer : la secrétaire du docteur Sloper

## Production

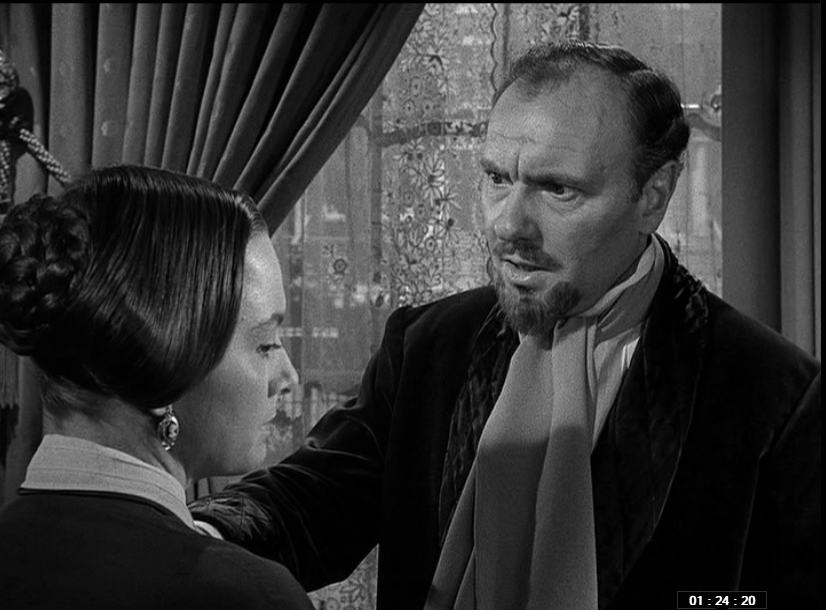
Le docteur Austin Sloper (Ralph Richardson).

Adapté du roman d'Henry James Washington Square paru en 1880, le scénario de Ruth et Augustus Goetz est basé sur leur version théâtrale qui avait remporté un vif succès à Broadway en 1947. Wendy Hiller, Basil Rathbone et Peter Cookson y jouaient les rôles respectifs de Catherine, Austin et Morris.

## Accueil
- « Chaque plan est magnifique : le cadre, le placement des personnages, les décors, tout est fignolé au petit point par William Wyler », François Forestier, Téléobs, 3 août 2020[3].
- « Bien que l’actrice ait reçu un oscar pour son interprétation, quelque chose frappe lorsqu’on la voit jouer : l’étrange impression que, pendant la grande majorité du film, son jeu est faux. L’actrice semble ne pas coïncider avec son personnage, l’enroule dans un excès de théâtralité qui ne disparaîtra que dans les dernières minutes du film », Murielle Joudet, Les Inrockuptibles, 4 novembre 2016[4].
- « Dans ce film, William Wyler s’impose par sa direction d’acteurs », « Le film... est un bouillon de culture où l’avidité voisine avec un bovarysme sous tension », Jean-François Rauger, Le Monde, 9 novembre 2016[5].

## Distinctions

### Récompenses
- Oscars 1950 :
  - Meilleure actrice : Olivia de Havilland
  - Meilleure musique de film : Aaron Copland
  - Meilleure direction artistique : Harry Horner, John Meehan et Emile Kuri
  - Meilleurs costumes : Edith Head et Gile Steele

- Golden Globes 1950 : Meilleure actrice dans un film dramatique pour Olivia de Havilland

### Nominations
- Oscars 1950 :

- - Meilleur film

- - Meilleur réalisateur pour William Wyler
  - Meilleur acteur dans un second rôle pour Ralph Richardson
  - Meilleure photographie pour Leo Tover

## Autour du film
- À la fin du film, les questions que se posent les spectateurs sur le comportement des trois principaux personnages restent sans réponses. Plusieurs interprétations sont possibles, même en se basant exclusivement sur ce qui est dit et montré. Il faut se garder d’être péremptoire dans l’analyse psychologique. Le classement de L'Héritière dans les films culturellement importants est justifié car il permet aux étudiants des débats éclairants[réf. nécessaire].

- Le scénario a également servi de base au livret de l'opéra L'Héritière (1974) de Louis Ducreux et Jean-Michel Damase. Une autre adaptation cinématographique sera réalisée par Agnieszka Holland en 1997.